# Microrégion de Santo Antônio de Jesus
 (février 2025).
Si vous disposez d'ouvrages ou d'articles de référence ou si vous connaissez des sites web de qualité traitant du thème abordé ici, merci de compléter l'article en donnant les références utiles à sa vérifiabilité et en les liant à la section « Notes et références ».
La microrégion de Santo Antônio de Jesus est l'une des trois microrégions qui subdivisent la mésorégion métropolitaine de Salvador, dans l'État de Bahia au Brésil.
Elle comporte 21 municipalités qui regroupaient 531 771 habitants en 2006 pour une superficie totale de 5 651 km2.

## Municipalités[1]
- Aratuípe
- Cabaceiras do Paraguaçu
- Cachoeira
- Castro Alves
- Conceição do Almeida
- Cruz das Almas
- Dom Macedo Costa
- Governador Mangabeira
- Jaguaripe
- Maragogipe
- Muniz Ferreira
- Muritiba
- Nazaré
- Salinas da Margarida
- Santo Amaro
- Santo Antônio de Jesus
- São Felipe
- São Félix
- Sapeaçu
- Saubara
- Varzedo